# 剱大滝
剱大滝（つるぎおおだき）は、富山県中新川郡立山町にある滝。剱沢大滝とも呼ばれる。黒部川水系剱沢の中流にある大小9段の滝からなる落差150メートルの滝で、黒部峡谷の最奥部に位置することから幻の滝と言われる。

## 特徴
この滝を有する剱沢は、立山連峰の剱岳や別山などを源流とし、黒部峡谷の下ノ廊下途中の十字峡で黒部川に合流する河川で、剱大滝はこの河川の中流にある。上流からも下流からもアクセスが極めて困難で幻の滝といわれ、剱大滝の完全遡行は大阪市立大学山岳部の1976年（昭和51年）5月の記録や、高嶋石盛単独による1982年（昭和57年）10月の記録を待つこととなった 。
滝の水量は多く、黒部峡谷中に滝の轟音を響かせている。また、周囲は比高数百メートルの垂直な岩壁に囲まれる。

## 地質
剱大滝に関する地質の調査はまだ行われておらず、周辺は地質図の空白地帯となっている。
滝の北側には池平山から分岐するガンドウ尾根の岩稜が、滝の南側には黒部別山の山塊があり、どちらも剱沢側に岩壁を剥き出しにしている。

## 登攀史
- 1962年（昭和37年）9月　鵬翔山岳会の鈴木鉄雄、安久一成が初遡行[3]。
- 1976年（昭和51年）5月　大阪市立大学山岳部の和田城志、片岡泰彦が第二登（残雪期初登）[4]。
- 1978年（昭和53年）3月　鵬翔山岳会の岩永慎太郎、井上茂、西村繁行が積雪期初登[5]。
- 1983年（昭和58年）3月　大阪市立大学山岳部の和田城志、奥田尚志、青島靖が積雪期第二登[4]。

## アクセス
遡行時は、立山黒部アルペンルートを用いて黒部ダムに行き、そこから下ノ廊下を通って剱沢合流点の十字峡に至る。剱大滝は十字峡から1.2キロメートルほど西側にある。